# Кировский (Белгородская область)
Ки́ровский — посёлок в Ивнянском районе Белгородской области. Входит в состав городского поселения посёлок Ивня.

## История
Возник как хутор у села Ивня. В 1968 году указом Президиума Верховного Совета РСФСР посёлок Кировского отделения совхоза имени Ленина переименован в Кировский.

## Население
| 2002 | 2010 |
| ---- | ---- |
| 169  | ↘130 |

## Инфраструктура
В посёлке функционируют клуб и ФАП.